# Thyridolepis
Thyridolepis là một chi thực vật có hoa trong họ Hòa thảo (Poaceae).

## Loài
Chi Thyridolepis gồm các loài: